# Cosmia
Cosmia är ett släkte av fjärilar som beskrevs av Ferdinand Ochsenheimer 1816. Cosmia ingår i familjen nattflyn, Noctuidae.

## Dottertaxa tillCosmia, i alfabetisk ordning[2][1]
- Cosmia achatina Butler, 1879
- Cosmia affinis (Linnaeus, 1767), Gulbrunt rovfly
- Cosmia alumna Saalmüller, 1891
- Cosmia angulifera Boursin, 1957
- Cosmia calami Harvey, 1876
- Cosmia camptostigma Ménétriés, 1859
- Cosmia canescens Behr, 1885
- Cosmia cara Butler, 1881
- Cosmia cinetes Dyar, 1918
- Cosmia confinis Herrich-Schäffer
- Cosmia diffinis (Linnaeus, 1767), Almrovfly
- Cosmia elisae Lafontaine & Troubridge, 2003
- Cosmia epipaschia Grote, 1883
- Cosmia flavifimbria Hampson, 1910
- Cosmia foveata Pagenstecher, 1888
- Cosmia grisescens Warren, 1912
- Cosmia hangrongtzuooi Ronkay & Ronkay, 1999
- Cosmia inconspicua Draudt, 1950
- Cosmia jankowskii Oberthür, 1884
- Cosmia ledereri Staudinger, 1897
- Cosmia limacodina Sugi, 1997
- Cosmia limopa Saalmüller, 1891
- Cosmia mali Sugi, 1982
- Cosmia moderata Staudinger, 1888
- Cosmia monotona Hampson, 1914
- Cosmia natalensis Prout, 1925
- Cosmia ochreimargo Hampson, 1894
- Cosmia olivescens Hampson, 1910
- Cosmia poecila Hreblay & Ronkay, 1997
- Cosmia polymorpha Pinhey, 1968
- Cosmia praeacuta Smith, 1894
- Cosmia pyralina ( [Denis & Schiffermüller] , 1775), Brunrött rovfly
- Cosmia restituta Walker, 1857
  - Cosmia restituta picta Staudinger, 1888
- Cosmia sanguinea Sugi, 1955
- Cosmia spurcopyga Alphéraky, 1895
  - Cosmia spurcopyga trapezinula Filipjev, 1927
- Cosmia subtilis Staudinger, 1888
- Cosmia trapezina (Linnaeus, 1758), Ockragult rovfly
  - Cosmia trapezina exigua Butler, 1881
- Cosmia trilineata Motschulsky, 1860

## Bildgalleri

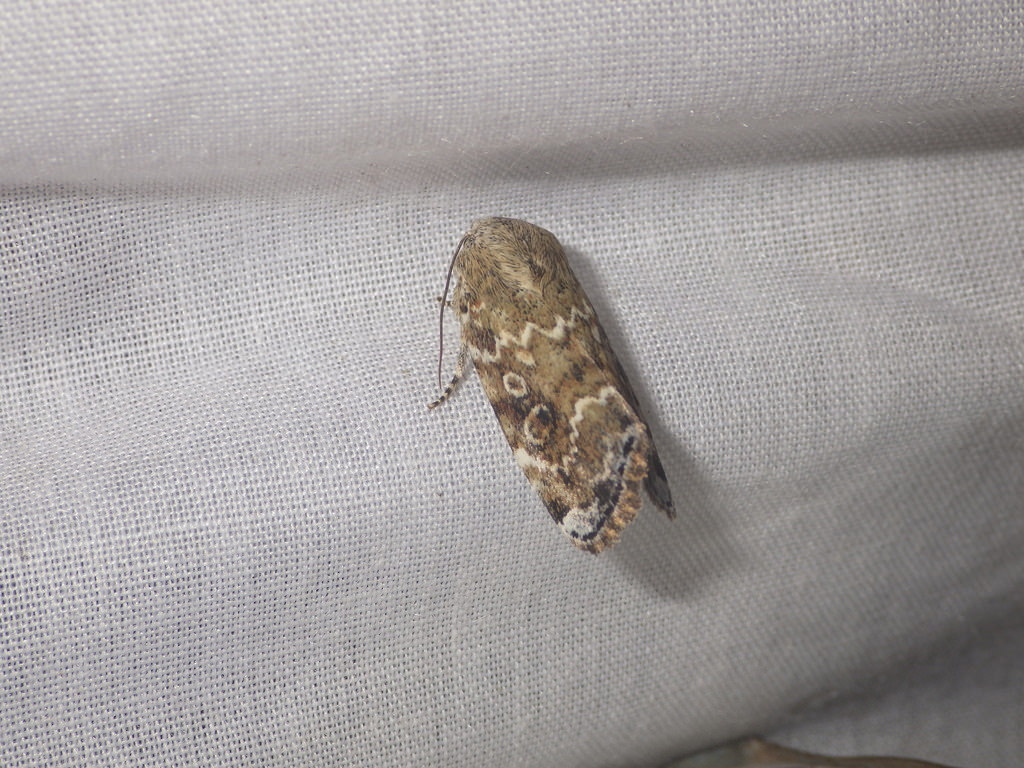
Cosmia achatina
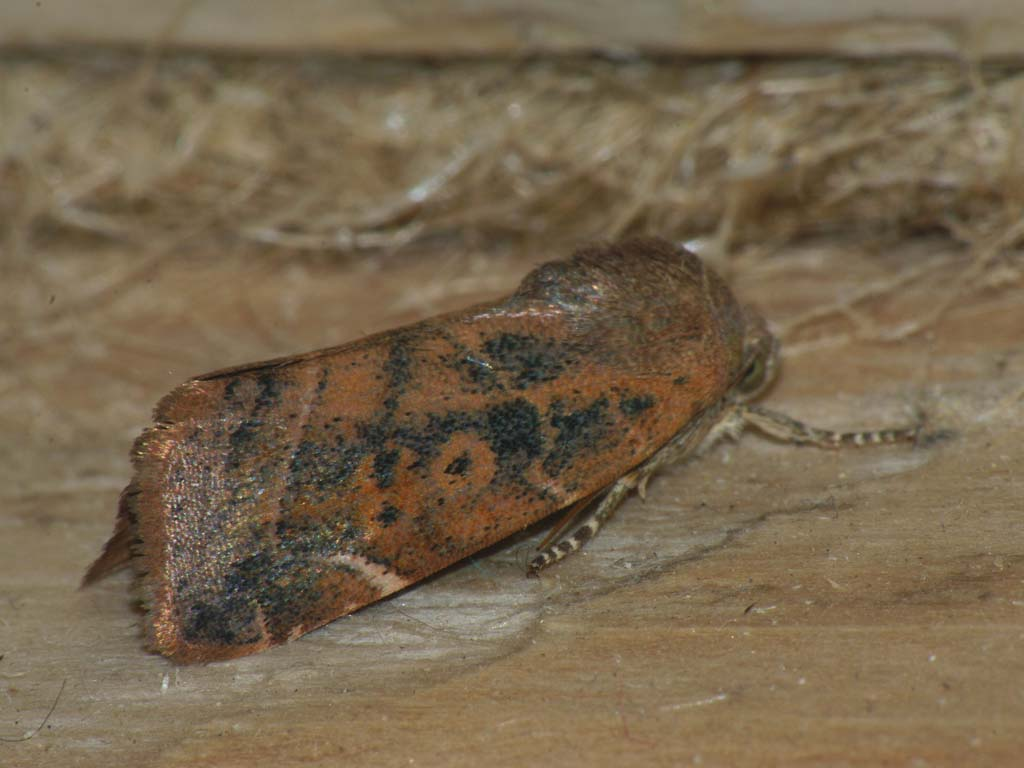
Gulbrunt rovfly, Cosmia affinis
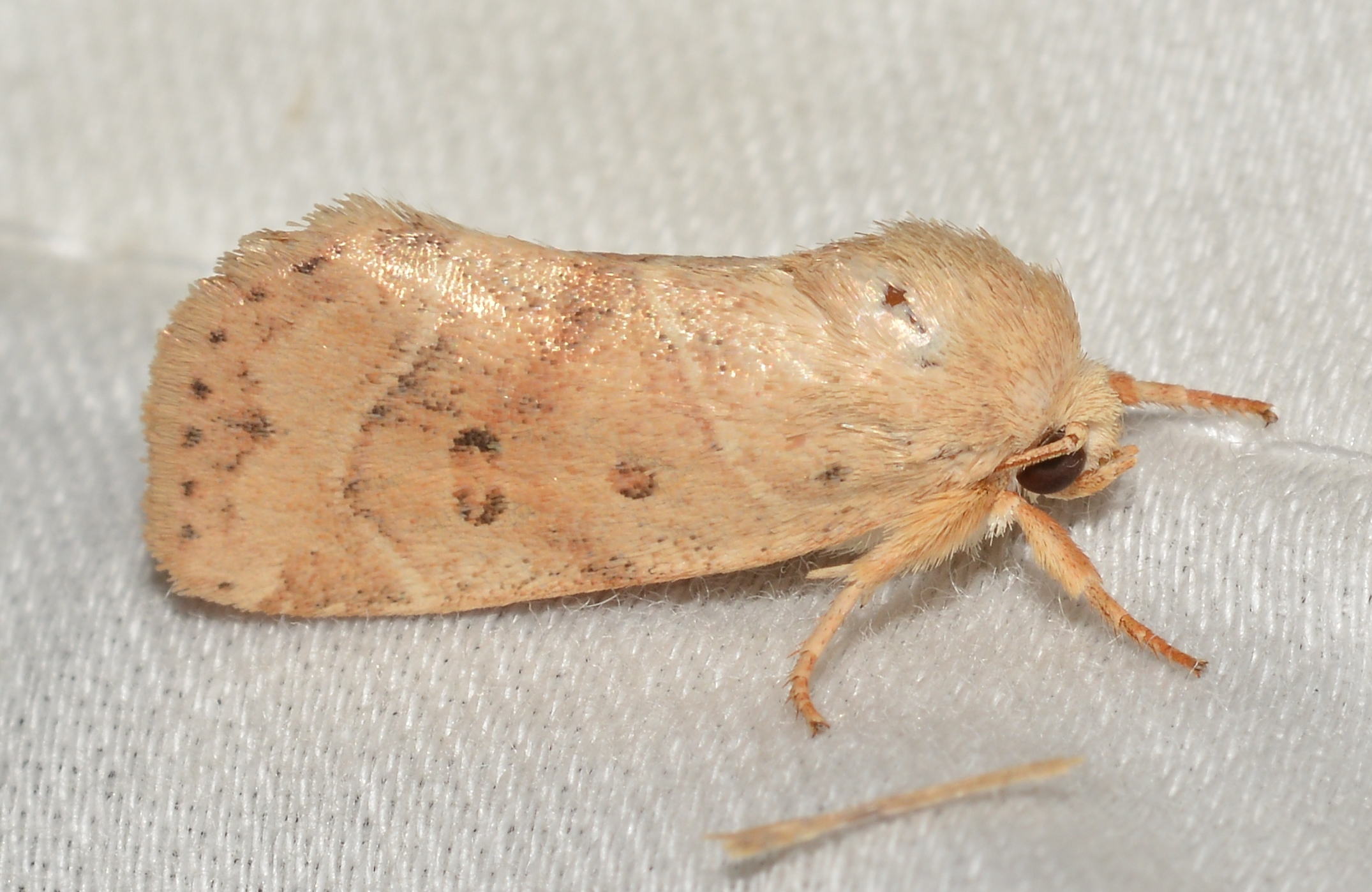
Cosmia calami
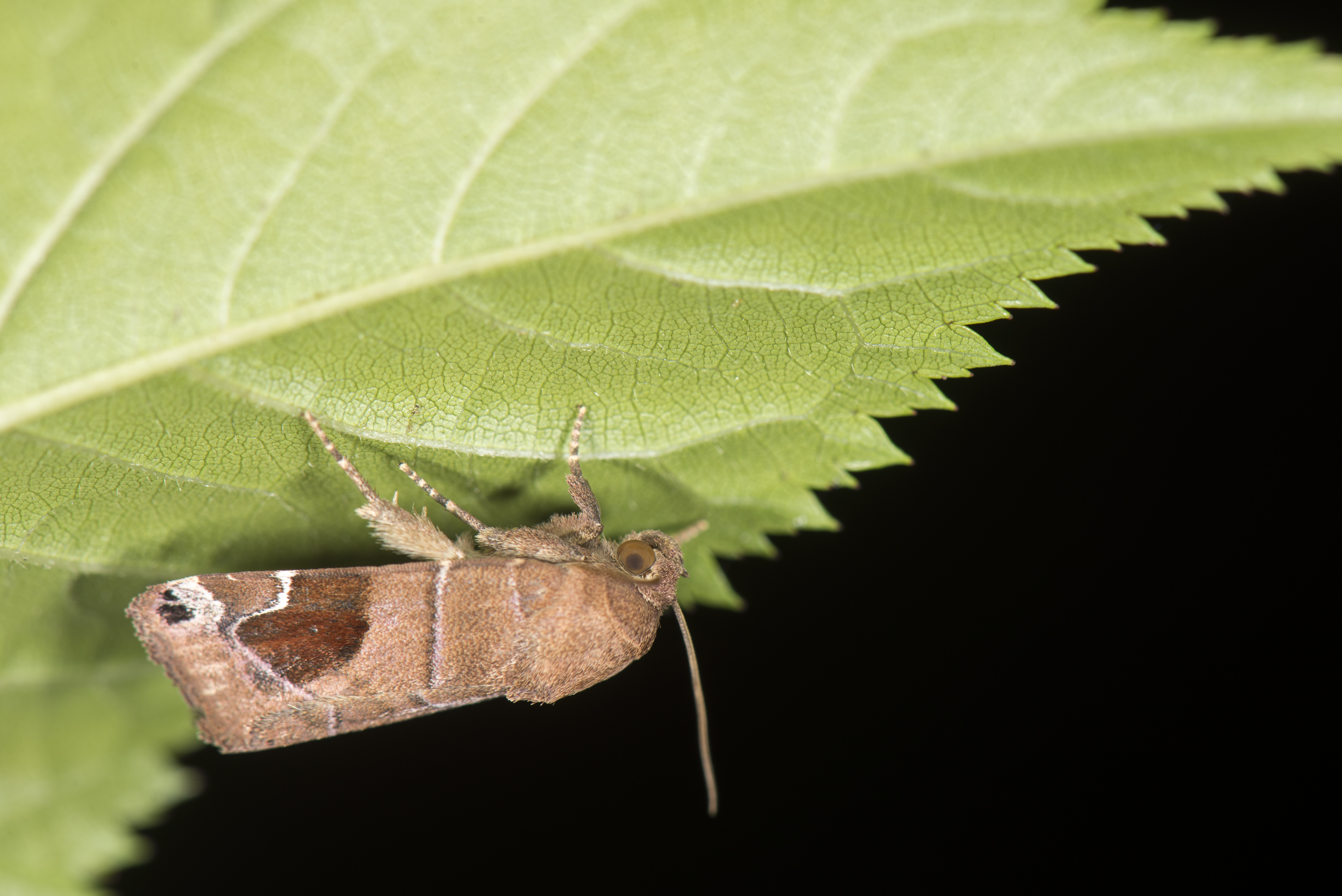
Cosmia cara
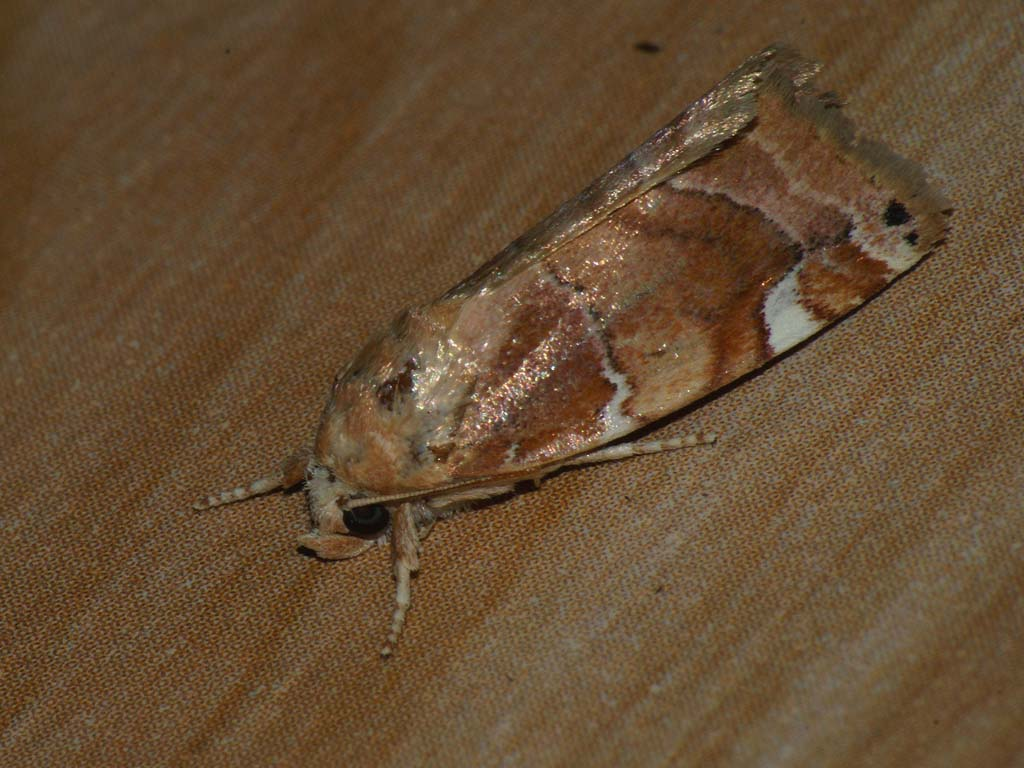
Almrovfly, Cosmia diffinis
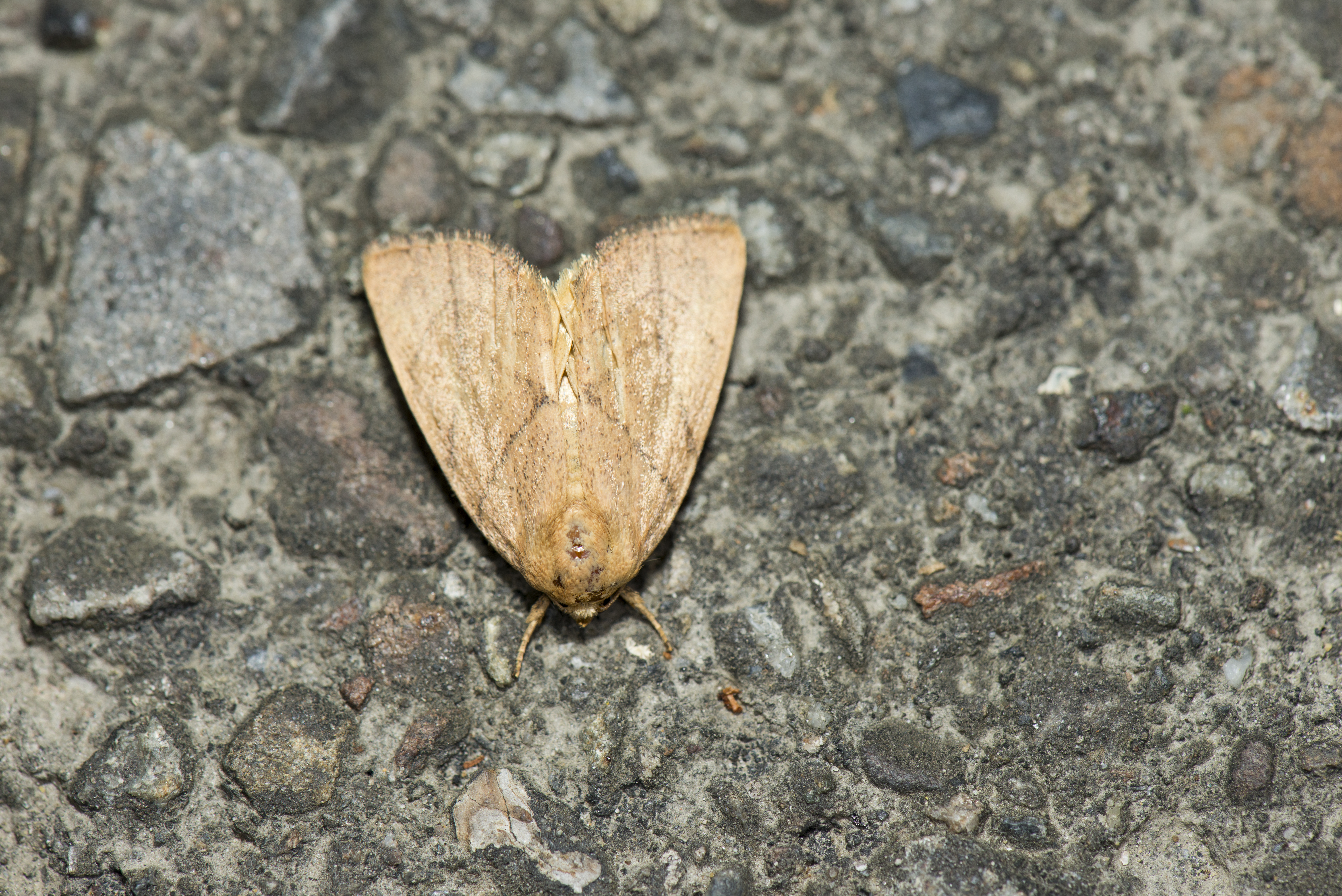
Cosmia limacodina
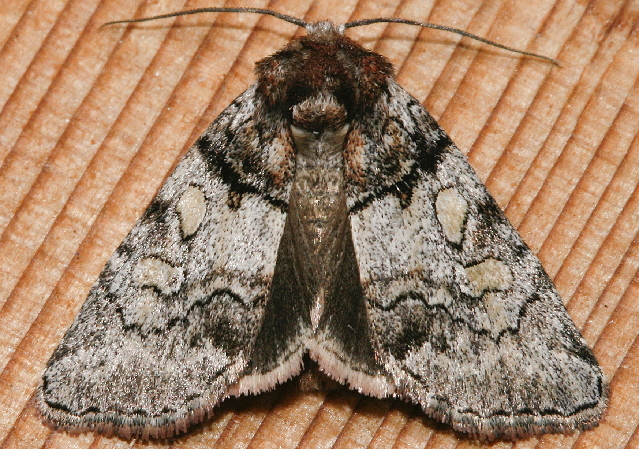
Cosmia praeacuta
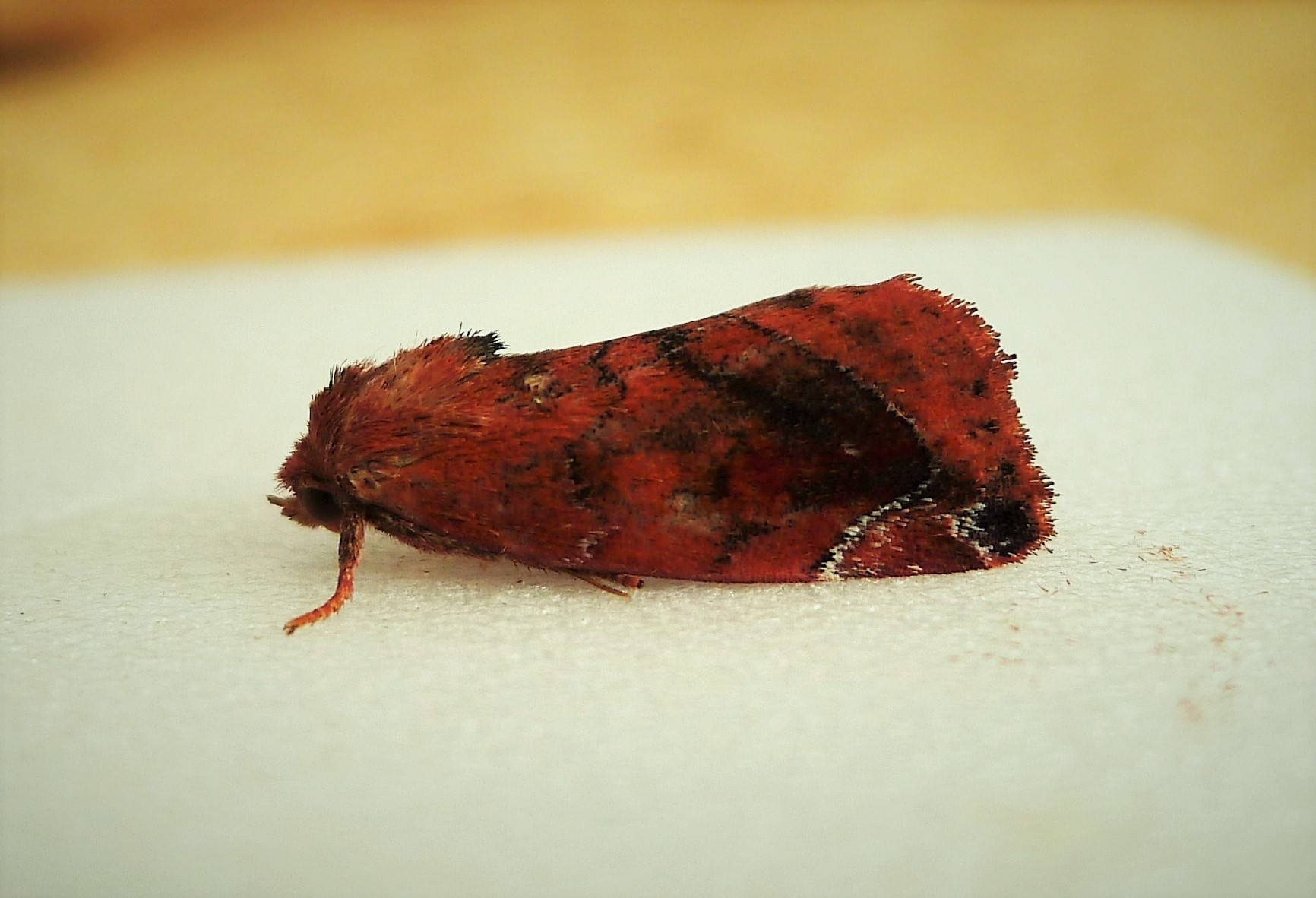
Brunrött rovfly, Cosmia pyralina
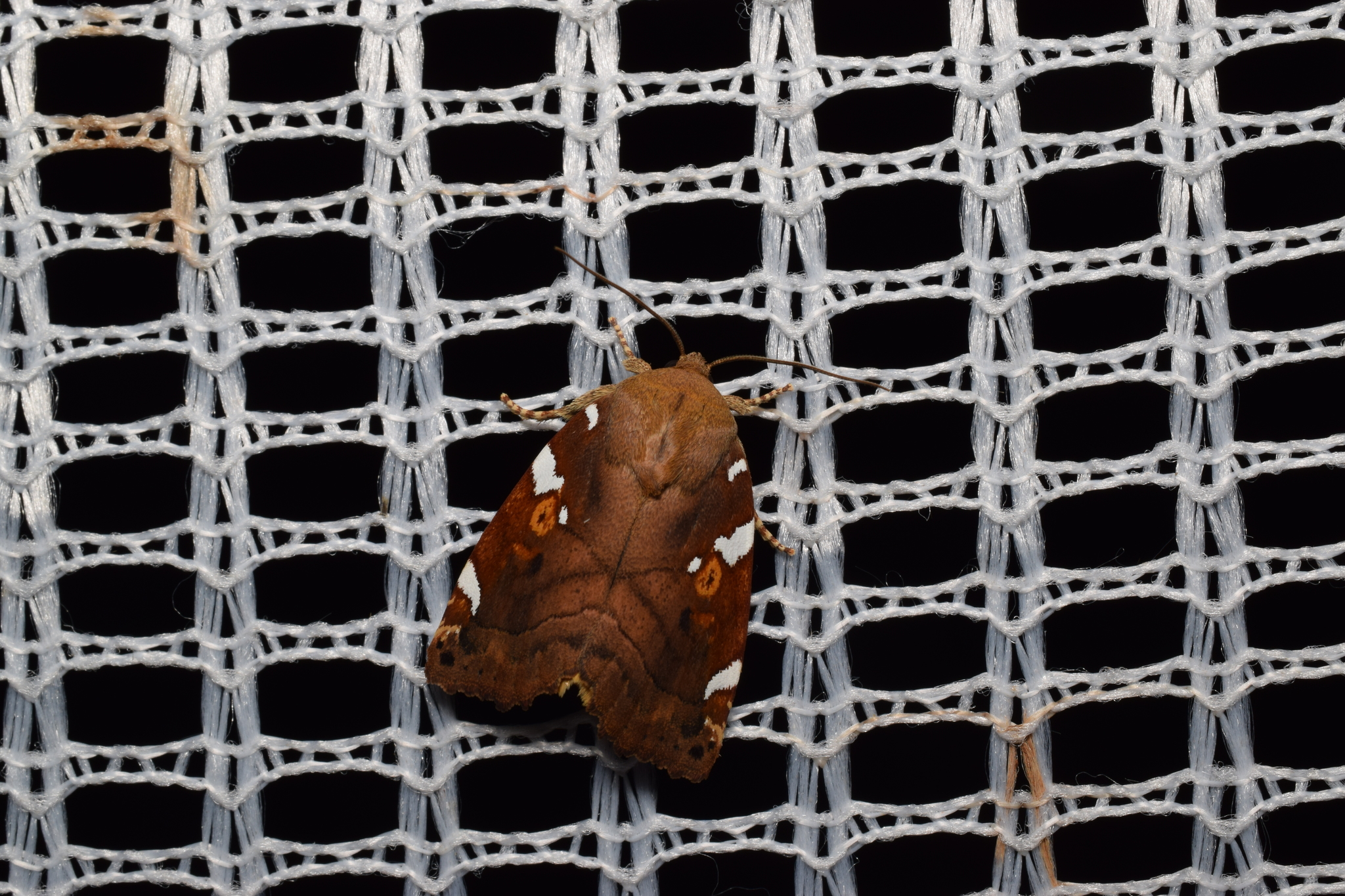
Cosmia restituta
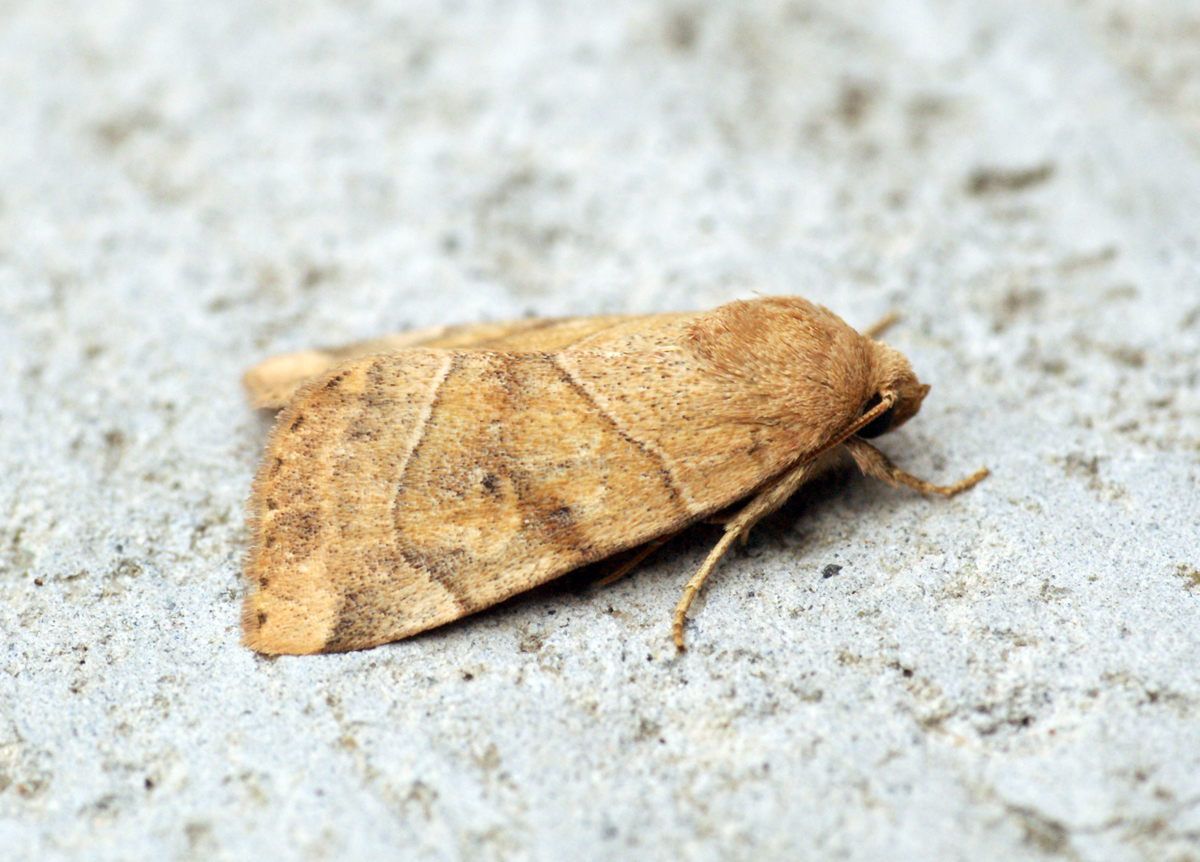
Ockragult rovfly, Cosmia trapezina